# ハルトゲ

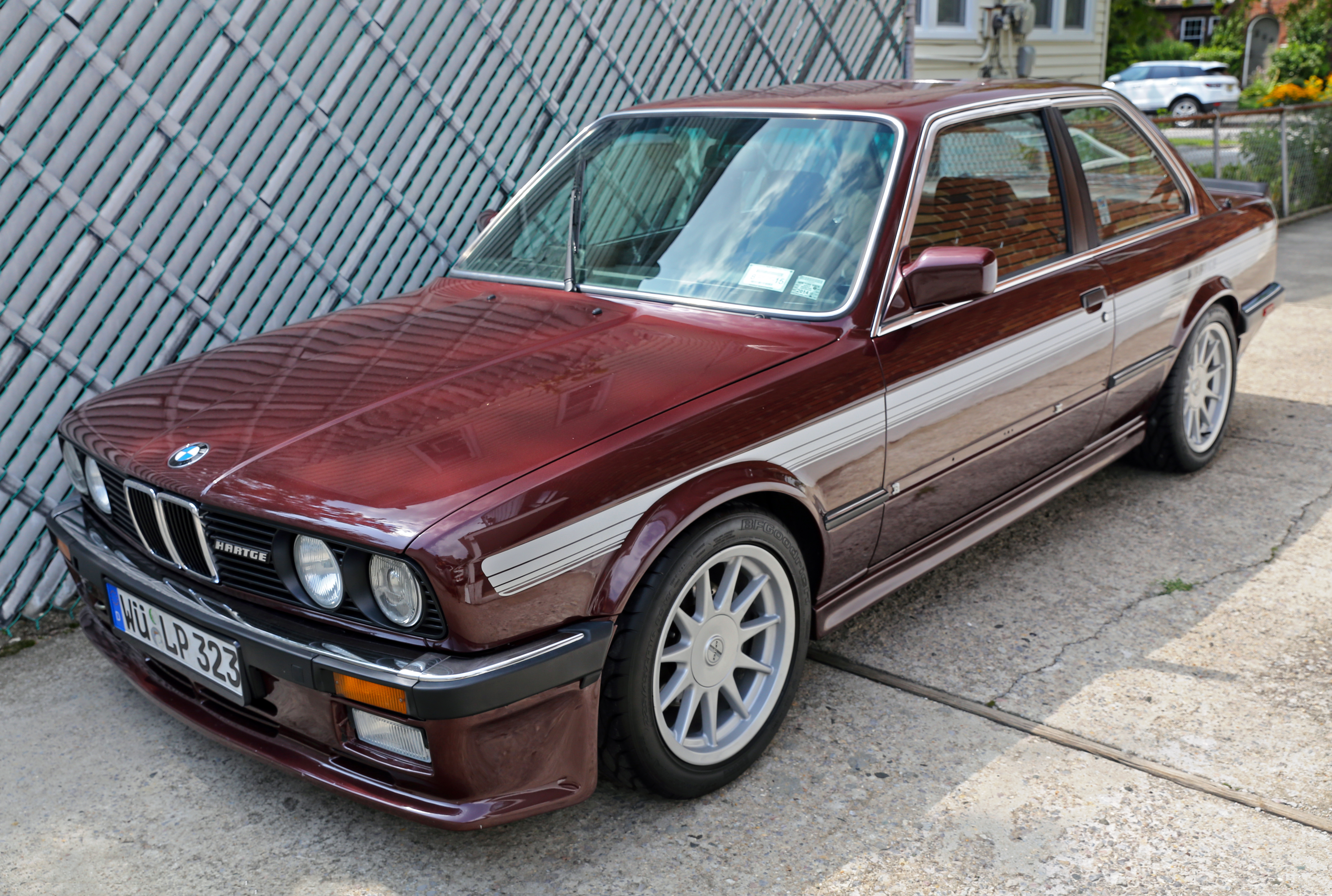
3シリーズ (E30) ベースのハルトゲ・H23（1983年式）

ハルトゲ（正式名称：ヘルベルト・ハルトゲ、Herbert Hartge GmbH & Co. KG）は、ドイツのザールラント州ベッキンゲンに本拠を置いていたBMW・MINIのチューナーである。
日本では当初トミタ夢工場が輸入していたが、2001年にハルトゲ・ジャパンが設立された。

## 沿革
- 1971年 - レーサーのヘルベルト・ハルトゲがザールラント州メルツィヒにて、BMWの販売と修理を行う会社として設立。
- 1974年 - ベッキンゲンに移転。敷地はおよそ10,000平方メートル。工場は5,000平方メートル、倉庫は2,000平方メートル。5シリーズ (E12) と3シリーズ (E21) および2002のパーツ開発・販売を開始。
- 1977年 - 6シリーズ (E24) パーツの開発・販売を開始。
- 1978年 - 5シリーズ (E28) パーツの開発・販売およびBMWフルラインのチューニングを開始。
- 1983年 - 3シリーズ (E30) パーツの開発・販売を開始。
- 1985年 - KBA（ドイツ連邦自動車局）より自動車製造業者としての認可を受ける。
- 1986年 - 7シリーズ (E32) パーツの開発・販売を開始。
- 1988年 - 5シリーズ (E34) パーツの開発・販売を開始。
- 1989年 - 8シリーズ (E31) パーツの開発・販売を開始。
- 1991年 - ルノーからサフランをベースにした豪華サロンカーの開発を受注。3シリーズ (E36) パーツの開発・販売を開始。
- 1993年 - 7シリーズ (E38) パーツの開発・販売を開始。
- 1994年 - ターボエンジンの組み立てを開始、1996年半ばまで800基を超えるエンジンを供給した。
- 1995年 - Z3パーツの開発・販売を開始。
- 1996年 - 5シリーズ (E39) パーツの開発・販売を開始。
- 1998年 - クーリングタワーでのテストで、毎分14,000回転、最高1,000 kWというエンジンパフォーマンスを記録。
- 1999年 - X5およびZ8パーツの開発・販売を開始。
- 2001年 - ハルトゲ・ジャパンを設立。7シリーズ (E65) パーツの開発・販売を開始。
- 2002年 - MINIパーツの開発・販売を開始。
- 2003年 - ハルトゲ・ジャパンが第37回東京モーターショーに出展。Z4パーツの開発・販売を開始。5シリーズ (E60) パーツの開発・販売を開始。
- 2004年 - 6シリーズ (E63) およびX3パーツの開発・販売を開始。
- 2019年7月 - 清算。